# Adam Robitel
Adam Robitel (Boston, Massachusetts, 1978. május 26. amerikai filmrendező, producer, forgatókönyvíró és színész. 
Leginkább horrorfilmek rendezéseiről ismert; emlékezetesebb filmjei az Ördögűzés – Deborah Logan története (2014), az Insidious – Az utolsó kulcs (2018), a Végtelen útvesztő (2019) és annak folytatása, a Végtelen útvesztő 2. – Bajnokok csatája (2021). A Parajelenségek: Szellemdimenzió társszerzője is volt.
2019 júliusában a Deadline azt írta, hogy Heffernan és Robitel Sam Raimi együttműködésével egy egyelőre cím nélküli természetfeletti thrilleren dolgoznak, amelyet a Sony Pictures fog megjelentetni.

## Fiatalkora
1978. május 28-án született Bostonban, Massachusetts államban. S USC School of Cinematic Arts tanulójaként végzett.
Robitel katolikus szellemben nevelkedett. Gimnazista volt, aki először a színészettel foglalkozott, amikor a USC-re járt. A The Bloody Benders című forgatókönyve felkeltette Guillermo del Toro figyelmét, és ez volt az első hivatalos szerződése.
A hátborzongató dolgok iránti szeretetét nagyanyjának köszönheti, aki őt és nővérét kísértettörténeteken nevelte. 

## Magánélete
Robitel nyilvánosan felvállalta melegségét. Az X-Men – A kívülállók forgatása alatt Bryan Singer rendezője szerelmi partnere volt.
Több évtizedes párkapcsolatban él Ray nevű társával.

## Filmográfia

### Rendező és író
| Év   | Magyar cím                              | Eredeti cím                              | Feladatkör | Feladatkör |
| Év   | Magyar cím                              | Eredeti cím                              | Rendező    | Író        |
| ---- | --------------------------------------- | ---------------------------------------- | ---------- | ---------- |
| 2014 | Ördögűzés – Deborah Logan története     | The Taking of Deborah Logan              | Igen       | Igen       |
| 2015 | Parajelenségek: Szellemdimenzió         | Paranormal Activity: The Ghost Dimension | Nem        | Igen       |
| 2018 | Insidious – Az utolsó kulcs             | Insidious: The Last Key                  | Igen       | Nem        |
| 2019 | Végtelen útvesztő                       | Escape Room                              | Igen       | Nem        |
| 2021 | Végtelen útvesztő 2. – Bajnokok csatája | Escape Room: Tournament of Champions     | Igen       | Nem        |

### Színész
| Év   | Magyar cím                    | Eredeti cím                    | Szerep                | Megjegyzések            |
| ---- | ----------------------------- | ------------------------------ | --------------------- | ----------------------- |
| 2000 | X-Men – A kívülállók          | X-Men                          | fickó                 |                         |
| 2002 | A vonzás szabályai            | The Rules of Attraction        | ostoba fickó L.A.-ből | stáblistán nem szerepel |
| 2005 |                               | 2001 Maniacs                   | Lester                |                         |
| 2006 |                               | Return to Sender               | Butch                 | rövidfilm               |
| 2010 | 2001 őrült: A sikolyok mezeje | 2001 Maniacs: Field of Screams | Lester                |                         |
| 2011 |                               | Chillerama                     | Butch                 |                         |
| 2011 |                               | One for the Road               | Booth                 | rövidfilm               |
| 2012 |                               | Cut/Print                      | Smith rendőr          |                         |
| 2015 |                               | Contracted: Phase II           | SWAT csapat tagja     |                         |
| 2019 | Végtelen útvesztő             | Escape Room                    | Gabe                  |                         |

## Fordítás
- Ez a szócikk részben vagy egészben  az   Adam Robitel című angol Wikipédia-szócikk ezen változatának fordításán alapul.  Az eredeti cikk szerkesztőit annak laptörténete sorolja fel. Ez a jelzés csupán a megfogalmazás eredetét és a szerzői jogokat jelzi, nem szolgál a cikkben szereplő információk forrásmegjelöléseként.